# Ventricularia
Ventricularia là một chi phong lan trong họ Orchidaceae.